# Dreifaltigkeitskirche (Ljeljenča)
Die Dreifaltigkeitskirche (serbisch: Црква Свете Тројице, Crkva Svete Trojice) im zur Opština Bijeljina gehörenden Dorf Ljeljenča ist eine serbisch-orthodoxe Kirche im nordöstlichen Bosnien und Herzegowina.
Das von 2000 bis 2008 erbaute Kirchengebäude ist der Heiligen Dreifaltigkeit geweiht. Sie ist die Pfarrkirche der Pfarrei Ljeljenča im Dekanat Bijeljina der Eparchie Zvornik-Tuzla der Serbisch-Orthodoxen Kirche.

## Lage
Die Dreifaltigkeitskirche steht im Dorfzentrum von Ljeljenča, das um die 970 Einwohner zählt. Ljeljenča liegt in der Ebene der Semberija, etwa zehn Kilometer nordwestlich der Gemeindehauptstadt Bijeljina. Durch Ljeljenča fließt der Fluss Ljeljenačka Dašnica. Die Gemeinde Bijeljina liegt in der Republika Srpska.
Umgeben wird die Kirche vom eingezäunten Kirchhof, in dem sich das Pfarrhaus befindet. Das Pfarrhaus, der Svetosavski parohijski dom, mit den Dimensionen 14,5 × 9 m wurde 2004 erbaut. Im Erdgeschoss befindet sich ein großer Festsaal und in der ersten Etage die Wohnung des Priesters und seiner Familie.
In der Pfarrei Ljeljenča befinden sich vier serbisch-orthodoxe Friedhöfe, zwei von ihnen in Ljeljenča selbst und jeweils einer in den Nachbardörfern Brijesnica und Čađavica Srednja.
Zur Pfarrei Ljeljenča gehört auch eine Filialkirche im Weiler Obarska Bukovica des Dorfes Velika Obarska. Die Kirche Hl. Großmärtyrer Prokopios wurde von 2006 bis 2010 erbaut.

## Geschichte
Die Pfarrei von Ljeljenča wurde 1999 gegründet, die Kirch- bzw. Pfarreibücher werden ebenfalls seit 1999 geführt. Bis 1999 war das heutige Pfarrgebiet Teil der Pfarrei Čadjavica mit Sitz im Dorf Čađavica Donja und der Pfarrkirche Hl. Prophet Elias. 
Zu der Pfarrei Ljeljenča gehört das Dorf Ljeljenča sowie Teile der Dörfer Čađavica Srednja, Čađavica Gornja, Brijesnica und der Weiler Obarska Bukovica des Dorfes Velika Obarska.
Ktitoren (Stifter) der Kirche sind Đuro Đukić (Pate der Kirchenfundamente), Stanko Ivanić, Joco-Mićo Stevanović, Dragan Savić (Pate der Kirchglocke), Slavko Krstić, Milan Lazarević und Milan und Živan Josipović. Die Ktitoren leben größtenteils im Dorf Ljeljenča selbst und in der Stadt Bijeljina.
Mit dem Bau der Dreifaltigkeitskirche wurde 2000 begonnen. Die Kirche ist nach dem Entwurf der Architektin Đurđija Đukić aus Bijeljina erbaut worden. Die Fundamente der Kirche wurden am 21. Juni 2000 vom damaligen Bischof der Eparchie Zvornik-Tuzla, Vasilije, geweiht.
Die Bauarbeiten am Kirchenbau wurden im Jahre 2008 beendet. Am 7. September 2008 wurde die Kirche von Bischof Vasilije feierlich eingeweiht.

## Architektur
Die einschiffige Kirche wurde im serbisch-byzantinischen Stil erbaut, mit einer Altar-Apsis im Osten, kleineren Seitenkonchen an der Nord- und Südfassade und einem Kirchturm mit einer Kirchglocke und mitsamt Eingangsportal im Westen. Die Kirche ist aus Kleinziegeln errichtet worden, auch das Dach ist mit Ziegeln gedeckt. Das Gotteshaus besitzt die Dimensionen 17,5 × 8,5 m.
Die Fassade der Kirche ist schlicht in Weiß gehalten. Der Eingang der Kirche befindet sich an der Westseite, auch gibt es einen zweiten Eingang an der Südseite der Kirche. Über dem Eingang befindet sich eine große Patronatsikone, die die Hl. Dreifaltigkeit darstellt.
Die Dreifaltigkeitskirche wurde von Siniša Budimir aus Bijeljina mit byzantinischen Fresken bemalt. Die reich verzierte Ikonostase aus slawonischer Eiche wurde von Boro Danilović aus der serbischen Großstadt Čačak geschnitzt. Die Ikonen wurden von Goran Pešić, ebenfalls aus Čačak, gemalt.

## Priester der Pfarrei Ljeljenča
Von 1999 bis 2008 war Žiko Mićanović der Priester der Dreifaltigkeitskirche. Seit 2008 ist Siniša Pajkanović amtierender Priester der Kirche und Pfarrei.